# Schlomo de Piera
Schlomo (ben Meschullam) de Piera (hebr. שלמה בן משולם דיפיארה) (ca. 1340/50 bis nach 1417) war ein hebräischer Dichter aus Spanien.

## Leben
De Piera entstammte einer in Katalonien ansässigen Familie und war ein direkter Nachkomme des Dichters Meschullam ben Schlomo de Piera aus Girona (2. Hälfte des 13. Jahrhunderts). Über seine Jugend ist wenig bekannt, die meisten der erhaltenen Selbstzeugnisse stammen aus seinem Alter. Bezeugt ist, dass de Piera eine Pestwelle überlebte, die in seiner Umgebung zahlreiche Opfer forderte. In Saragossa kam de Piera in Kontakt mit der Familie Ibn Lavi. Sie zählte zu den angesehensten und reichsten jüdischen Familien in Aragon und hatte Kontakte zum Königshof sowie zum Templerorden. Dies brachte ihr den spanischen Namen de la Caballería ein. Don Schlomo ben Lavi wurde de Pieras erster Mäzen. Er hinterließ selbst einige Dichtungen. Er galt, ebenso wie nach seinem Tode sein Sohn Benveniste ben Lavi, als Förderer der jüdischen Kultur, insbesondere der hebräischen Sprache. Der Hof der Familie war das geistige Zentrum des Judentums in Aragon. Auch mit Benveniste ben Lavi unterhielt de Piera gute Beziehungen. Insbesondere unterrichtete er dessen Sohn (Vidal) Joseph ben Lavi, auf den er erheblichen Einfluss hatte. De Piera, der als die führende Autorität seiner Zeit in Fragen der hebräischen Dichtung galt, sah in seinem Schüler sein Erbe gesichert.
Einen Umschwung brachten die Pogrome des Jahres 1391. Die blühende jüdische Kultur im christlichen Spanien erlebte einen herben Rückschlag, von dem sie sich nie wieder erholte. Zahlreiche Gemeinden wurden ausgelöscht, etliche Juden konvertierten. Unter den christianos nuevos befanden sich besondere Eiferer wie Paulus von Burgos oder Jehoschua ha-Lorci, auf den der nächste, vernichtende Schlag zurückgeht: die Disputation von Tortosa 1413/14. Infolge der Ereignisse konvertierten erneut zahlreiche Granden der jüdischen Gemeinde, darunter auch de Pieras Gönner und ehemaliger Schüler Joseph ben Lavi sowie de Piera selbst. Das letzte Lebenszeichen de Pieras ist ein kleines humoristisches Gedicht über den schlechten Wein des Jahres 1417. Kurz darauf muss de Piera verstorben sein.

## Werke
De Piera galt als der bedeutendste Dichter seiner Zeit in hebräischer Sprache. Erhalten sind zahlreiche Briefe, die er im Auftrag seiner Mäzene schrieb, sowie eine umfangreiche Korrespondenz mit anderen Dichtern und Gelehrten, wie Chisdai Crescas, Meir Alguades und Astruc Rimoch. In diese Briefe sind oft Gedichte eingeflochten. Zunächst verfasste de Piera v. a. weltliche Lyrik, erst im Alter wandte er sich der religiösen Poesie zu. Sein Stil ist voll von schwer verständlichen Ausdrücken und Manierismen, die offenbar den Geschmack der Zeit widerspiegeln. Seine oft gekünstelten Wortspiele wirken mitunter unfreiwillig komisch.
De Pieras Hauptwerk ist das Buch Imre No'asch (Sprüche eines Verzweifelten), das nach dem Vorwort vier Teile enthalten sollte: ein Reimwörterbuch (I), eine Zusammenstellung von Synonymen (II) sowie deren Diskussion (III) und schließlich ein Lehrbuch der Poesie (IV). Aus Handschriften sind jedoch nur das Vorwort sowie die ersten beiden Teile bekannt, und es liegt nahe, dass die letzten beiden nie geschrieben wurden.

## Ausgaben
- S. Bernstein: The Diwan. Salomo b. Meshullam Dapiera. New York 1942.
- S. Bernstein: דיואן שירי הקדש של שלמה בן משלם דאפיירה. In: Hebrew Union College Annual 19 (1945/46), *1-*74.